# Едгар Хоель Барсенас
Едгар Хоель Барсенас (ісп. Édgar Bárcenas, нар. 23 жовтня 1993, Колон) — панамський футболіст, півзахисник клубу «Кафеталерос де Тапачула».
Виступав, зокрема, за клуби «Арабе Унідо» та «Спліт», а також національну збірну Панами.

## Клубна кар'єра
У дорослому футболі дебютував 2012 року виступами за команду «Арабе Унідо». 29 липня 2012 року він дебютував за команду в чемпіонаті Панами, вийшовши на заміну на 75-й хвилині в гостьовому матчі проти «Пласа Амадор». 1 лютого 2014 року Барсенас забив свій перший гол у лізі, в домашньому поєдинку проти «Сан-Франциско», що став єдиним і переможним у матчі.
В кінці січня 2016 року футболіст перейшов на правах оренди в хорватський клуб «Спліт», зігравши до кінця сезону лише 8 матчів у чемпіонаті, після чого влітку повернувся в «Арабе Унідо». 
В кінці січня 2017 року перейшов на правах оренди в мексиканський клуб «Кафеталерос де Тапачула» з другого місцевого дивізіону. Відтоді встиг відіграти за команду з Тапачули 12 матчів в національному чемпіонаті.

## Виступи за збірну
6 серпня 2014 року дебютував в офіційних матчах у складі національної збірної Панами у товариському матчі проти збірної Перу, вийшовши у стартовому складі. 
У складі збірної був учасником Золотого кубка КОНКАКАФ 2017 року, де зіграв у всіх чотирьох матчах збірної.
Наразі провів у формі головної команди країни 21 матч.